# Ôlgij
Ôlgij (in mongolo Өлгий) è una città della Mongolia, capoluogo della provincia del Bajan-Ôlgij, all'estremo occidentale del Paese. La città è situata ad un'altitudine di 1710 metri sul mare. Ôlgij è popolata da 27.568 persone (secondo le stime del censimento del 2005).
È una cittadina di stampo musulmano, le insegne dei negozi e le scritte sono in arabo e cirillico-kazako. Possiede un museo, una moschea ed una scuola islamica ed è inoltre un importante mercato zootecnico (l'unico della provincia).

## Infrastrutture e trasporti
L'aeroporto di Ôlgij è l'unico della provincia. Ci sono voli di linea per Ulan Bator, la capitale della Mongolia, e per Almaty, più grande città del Kazakistan.